# Lista de moedas

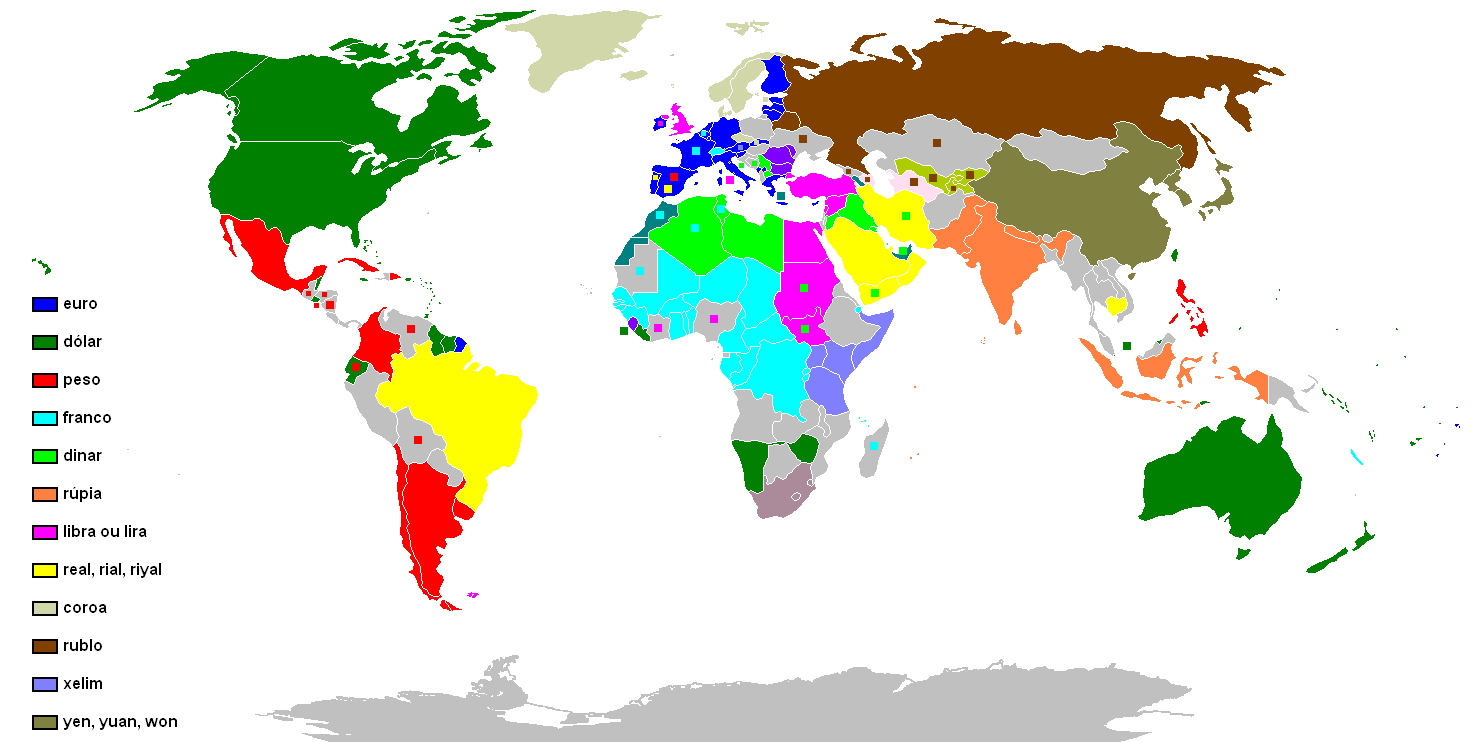
Nomes cognatos das moedas do mundo

Esta lista consiste nas moedas atualmente em circulação, organizadas por país ou território dependente.
É importante perceber que existem diferentes definições de "moeda": (i) o dinheiro, que constitui as notas (geralmente em papel); (ii) a moeda (a peça metálica); (iii) a moeda bancária ou escritural, admitidas em circulação; e (iv) a moeda no sentido mais amplo, que significa o dinheiro em circulação, a moeda nacional. Em geral, a moeda é emitida e controlada pelo governo do país, que é o único que pode fixar e controlar seu valor. Os países têm geralmente o monopólio da criação de moeda, apesar de alguns países partilharem a mesma moeda. O dinheiro está associado a transações de baixo valor; a moeda (no sentido aqui tratado), por sua vez, tem uma definição mais abrangente, já que engloba, mesmo no seu agregado mais líquido (M1), não só o dinheiro, mas também o valor  depositado em contas correntes.
Esta lista contém as 182 moedas atualmente oficialmente ou de facto em circulação nos 193 Estados-membros da Organização das Nações Unidas, num membro observador da mesma, em nove Estados parcialmente reconhecidos, num Estado não reconhecido e em 33 territórios dependentes. Apenas dependências ou países com reconhecimento limitado que usem uma moeda diferente do Estado soberano que os administra ou que tenha jurisdição de jure sobre eles estão listados. Moedas usadas em locais com extraterritorialidade, como as Nações Unidas ou a Ordem Soberana e Militar de Malta ou usadas por entidade privadas não se encontram nesta lista.

## Lista de moedas em circulação por país ou território dependente
| País ou território dependente            | Moeda                                                | Símbolo      | Código ISO | Unidade fracionária | Divisão |
| ---------------------------------------- | ---------------------------------------------------- | ------------ | ---------- | ------------------- | ------- |
| Abecásia                                 | Apsar abecásio[A]                                    | Nenhum       | Nenhum     | Nenhuma             | Nenhuma |
| Abecásia                                 | Rublo russo                                          | р.           | RUB        | Copeque             | 100     |
| Acrotíri e Decelia                       | Euro                                                 | €            | EUR        | Cent                | 100     |
| Afeganistão                              | Afegane afegão                                       | ؋            | AFN        | Pul                 | 100     |
| África do Sul                            | Rand sul-africano                                    | R            | ZAR        | Cêntimo             | 100     |
| Albânia                                  | Lek albanês                                          | L            | ALL        | Qindarkë            | 100     |
| Alderney                                 | Libra de Alderney                                    | £            | Nenhum     | Dinheiro            | 100     |
| Alderney                                 | Libra esterlina[C]                                   | £            | GBP        | Dinheiro            | 120     |
| Alderney                                 | Libra de Guernesei                                   | £            | GGP[B]     | Dinheiro            | 100     |
| Alemanha                                 | Euro                                                 | €            | EUR        | Cent                | 100     |
| Artsaque                                 | Dram arménio                                         |              | AMD        | Luma                | 100     |
| Artsaque                                 | Dram de Artsaque[A]                                  | դր.          | Nenhuma    | Luma                | 100     |
| Andorra                                  | Euro                                                 | €            | EUR        | Cent                | 100     |
| Angola                                   | Kwanza angolano                                      | Kz           | AOA        | Cêntimo             | 100     |
| Anguila                                  | Dólar das Caraíbas Orientais                         | $            | XCD        | Cêntimo             | 100     |
| Antiga e Barbuda                         | Dólar das Caraíbas Orientais                         | $            | XCD        | Cêntimo             | 100     |
| Arábia Saudita                           | Rial saudita                                         | ر.س          | SAR        | Halala              | 100     |
| Argélia                                  | Dinar argelino                                       | د.ج          | DZD        | Cêntimo             | 100     |
| Argentina                                | Peso argentino                                       | $            | ARS        | Centavo             | 100     |
| Armênia                                  | Dram arménio                                         |              | AMD        | Luma                | 100     |
| Aruba                                    | Florim arubano                                       | ƒ            | AWG        | Cêntimo             | 100     |
| Ascensão                                 | Libra de Ascensão[A]                                 | £            | Nenhum     | Dinheiro            | 100     |
| Ascensão                                 | Libra de Santa Helena                                | £            | SHP        | Dinheiro            | 100     |
| Austrália                                | Dólar australiano                                    | $            | AUD        | Cêntimo             | 100     |
| Áustria                                  | Euro                                                 | €            | EUR        | Cent                | 100     |
| Azerbaijão                               | Manat azerbaijano                                    |              | AZN        | Qəpik               | 100     |
| Bahamas                                  | Dólar baamense                                       | $            | BSD        | Cêntimo             | 100     |
| Bangladesh                               | Taka bangladexense                                   | ৳            | BDT        | Paisa               | 100     |
| Barbados                                 | Dólar dos Barbados                                   | $            | BBD        | Cêntimo             | 100     |
| Bahrein                                  | Dinar barenita                                       | .د.ب         | BHD        | Fils                | 1 000   |
| Bélgica                                  | Euro                                                 | €            | EUR        | Cent                | 100     |
| Belize                                   | Dólar do Belize                                      | $            | BZD        | Cêntimo             | 100     |
| Benim                                    | Franco CFA BCEAO                                     | Fr           | XOF        | Cêntimo             | 100     |
| Bermuda                                  | Dólar bermudense                                     | $            | BMD        | Cêntimo             | 100     |
| Bielorrússia                             | Rublo bielorrusso                                    | Br           | BYR        | Copeque             | 100     |
| Bolívia                                  | Boliviano                                            | Bs.          | BOB        | Centavo             | 100     |
| Bonaire                                  | Dólar dos Estados Unidos                             | $            | USD        | Cêntimo             | 100     |
| Bósnia e Herzegovina                     | Marco convertível da Bósnia e Herzegovina            | KM ou КМ[O]  | BAM        | Fening              | 100     |
| Botsuana                                 | Pula do Botsuana                                     | P            | BWP        | Thebe               | 100     |
| Brasil                                   | Real                                                 | R$           | BRL        | Centavo             | 100     |
| Brunei                                   | Dólar do Brunei                                      | $            | BND        | Cêntimo             | 100     |
| Brunei                                   | Dólar de Singapura                                   | $            | SGD        | Cêntimo             | 100     |
| Bulgária                                 | Lev búlgaro                                          | лв           | BGN        | Stotinka            | 100     |
| Burquina Faso                            | Franco CFA BCEAO                                     | Fr           | XOF        | Cêntimo             | 100     |
| Burúndi                                  | Franco burundiano                                    | Fr           | BIF        | Cêntimo             | 100     |
| Butão                                    | Ngultrum butanês                                     | Nu.          | BTN        | Chetrum             | 100     |
| Butão                                    | Rupia indiana                                        | INR          | INR        | Paisa               | 100     |
| Cabo Verde                               | Escudo cabo-verdiano                                 | Esc ou $     | CVE        | Centavo             | 100     |
| Caimão, Ilhas                            | Dólar das Ilhas Caimão                               | $            | KYD        | Cêntimo             | 100     |
| Camarões                                 | Franco CFA BEAC                                      | Fr           | XAF        | Cêntimo             | 100     |
| Camboja                                  | Riel cambojano                                       | ៛            | KHR        | Cêntimo             | 100     |
| Camboja                                  | Dólar dos Estados Unidos                             | $            | USD        | Cêntimo[D]          | 100     |
| Canadá                                   | Dólar canadiano                                      | $            | CAD        | Cêntimo             | 100     |
| Catar                                    | Rial catarense                                       | ر.ق          | QAR        | Dirame              | 100     |
| Cazaquistão                              | Tengue cazaque                                       | ₸            | KZT        | Tïın                | 100     |
| Centro-Africana, República               | Franco CFA BEAC                                      | Fr           | XAF        | Cêntimo             | 100     |
| Chade                                    | Franco CFA BEAC                                      | Fr           | XAF        | Cêntimo             | 100     |
| Checa, República                         | Coroa checa                                          | Kč           | CZK        | Haléř               | 100     |
| Chile                                    | Peso chileno                                         | $            | CLP        | Centavo             | 100     |
| China, República Popular da              | Renminbi                                             | ¥ ou 元      | CNY        | Fen[E]              | 100     |
| Chipre                                   | Euro                                                 | €            | EUR        | Cent                | 100     |
| Chipre do Norte                          | Lira turca                                           |              | TRY        | Kuruş               | 100     |
| Cocos (Keeling), Ilhas dos               | Dólar australiano                                    | $            | AUD        | Cêntimo             | 100     |
| Colômbia                                 | Peso colombiano                                      | $            | COP        | Centavo             | 100     |
| Comores                                  | Franco comorense                                     | Fr           | KMF        | Cêntimo             | 100     |
| Congo, República Democrática do          | Franco congolês                                      | Fr           | CDF        | Cêntimo             | 100     |
| Congo, República do                      | Franco CFA BEAC                                      | Fr           | XAF        | Cêntimo             | 100     |
| Cook, Ilhas                              | Dólar da Nova Zelândia                               | $            | NZD        | Cêntimo             | 100     |
| Cook, Ilhas                              | Dólar das Ilhas Cook                                 | $            | Nenhum     | Cêntimo             | 100     |
| Coreia do Norte                          | Won norte-coreano                                    | ₩            | KPW        | Chon                | 100     |
| Coreia do Sul                            | Won sul-coreano                                      | ₩            | KRW        | Jeon                | 100     |
| Kosovo                                   | Euro                                                 | €            | EUR        | Cent                | 100     |
| Costa do Marfim                          | Franco CFA BCEAO                                     | Fr           | XOF        | Cêntimo             | 100     |
| Costa Rica                               | Colón costarriquenho                                 | ₡            | CRC        | Cêntimo             | 100     |
| Croácia                                  | Kuna croata                                          | kn           | HRK        | Lipa                | 100     |
| Kuwait                                   | Dinar Kuwaitiano                                     | د.ك          | KWD        | Fils                | 1 000   |
| Cuba                                     | Peso cubano convertível                              | $            | CUC        | Centavo             | 100     |
| Cuba                                     | Peso cubano                                          | $            | CUP        | Centavo             | 100     |
| Curaçau                                  | Florim antilhano                                     | ƒ            | ANG        | Cêntimo             | 100     |
| Dinamarca                                | Coroa dinamarquesa                                   | kr           | DKK        | Øre                 | 100     |
| Dominica                                 | Dólar das Caraíbas Orientais                         | $            | XCD        | Cêntimo             | 100     |
| Dominicana, República                    | Peso dominicano                                      | $            | DOP        | Centavo             | 100     |
| Egito                                    | Libra egípcia                                        | £ ou ج.م     | EGP        | Piastra[F]          | 100     |
| Emirados Árabes Unidos                   | Dirame dos Emirados Árabes Unidos                    | د.إ          | AED        | Fils                | 100     |
| Equador                                  | Dólar dos Estados Unidos                             | $            | USD        | Cêntimo[D]          | 100     |
| Equador                                  | Nenhuma                                              | Nenhum       | Nenhum     | Centavo[N]          | Nenhuma |
| Eritreia                                 | Nakfa eritreia                                       | Nfk          | ERN        | Cêntimo             | 100     |
| Eslováquia                               | Euro                                                 | €            | EUR        | Cent                | 100     |
| Eslovênia                                | Euro                                                 | €            | EUR        | Cent                | 100     |
| Espanha                                  | Euro                                                 | €            | EUR        | Cent                | 100     |
| Estados Unidos                           | Dólar dos Estados Unidos                             | $            | USD        | Cêntimo[D]          | 100     |
| Estônia                                  | Euro                                                 | €            | EUR        | Cent                | 100     |
| Etiópia                                  | Birr etíope                                          | Br           | ETB        | Cêntimo             | 100     |
| Féroe, Ilhas                             | Coroa dinamarquesa                                   | kr           | DKK        | Øre                 | 100     |
| Féroe, Ilhas                             | Coroa feroesa                                        | kr           | Nenhum     | Oyra                | 100     |
| Fiji                                     | Dólar fijiano                                        | $            | FJD        | Cêntimo             | 100     |
| Filipinas                                | Peso filipino                                        | ₱            | PHP        | Centavo             | 100     |
| Finlândia                                | Euro                                                 | €            | EUR        | Cent                | 100     |
| França                                   | Euro                                                 | €            | EUR        | Cent                | 100     |
| Gabão                                    | Franco CFA BEAC                                      | Fr           | XAF        | Cêntimo             | 100     |
| Gâmbia                                   | Dalasi gambiano                                      | D            | GMD        | Butut               | 100     |
| Gana                                     | Cedi do Gana                                         | ₵            | GHS        | Pesewa              | 100     |
| Geórgia                                  | Lari georgiano                                       | ლ            | GEL        | Tetri               | 100     |
| Geórgia do Sul e Sanduíche do Sul, Ilhas | Libra esterlina                                      | £            | GBP        | Dinheiro            | 100     |
| Geórgia do Sul e Sanduíche do Sul, Ilhas | Libra das Ilhas Geórgia do Sul e Sanduíche do Sul[A] | £            | Nenhum     | Dinheiro            | 100     |
| Gibraltar                                | Libra de Gibraltar                                   | £            | GIP        | Dinheiro            | 100     |
| Granada                                  | Dólar das Caraíbas Orientais                         | $            | XCD        | Cêntimo             | 100     |
| Grécia                                   | Euro                                                 | €            | EUR        | Cent                | 100     |
| Guatemala                                | Quetzal guatemalteco                                 | Q            | GTQ        | Centavo             | 100     |
| Guernesei                                | Libra esterlina[C]                                   | £            | GBP        | Dinheiro            | 100     |
| Guernesei                                | Libra de Guernesei                                   | £            | Nenhum     | Dinheiro            | 100     |
| Guiana                                   | Dólar guianense                                      | $            | GYD        | Cêntimo             | 100     |
| Guiné                                    | Franco guineense                                     | Fr           | GNF        | Cêntimo             | 100     |
| Guiné-Bissau                             | Franco CFA BCEAO                                     | Fr           | XOF        | Cêntimo             | 100     |
| Guiné Equatorial                         | Franco CFA BEAC                                      | Fr           | XAF        | Cêntimo             | 100     |
| Haiti                                    | Gurde haitiano                                       | G            | HTG        | Cêntimo             | 100     |
| Honduras                                 | Lempira hondurenha                                   | L            | HNL        | Centavo             | 100     |
| Hong Kong                                | Dólar de Hong Kong                                   | $            | HKD        | Cêntimo             | 100     |
| Hungria                                  | Florim húngaro                                       | Ft           | HUF        | Fillér              | 100     |
| Iêmen                                    | Rial iemenita                                        | ﷼            | YER        | Fils                | 100     |
| Índia                                    | Rupia indiana                                        | INR          | INR        | Paisa               | 100     |
| Indonésia                                | Rupia indonésia                                      | Rp           | IDR        | Cêntimo             | 100     |
| Irã                                      | Rial iraniano                                        | ﷼            | IRR        | Dinar               | 100     |
| Iraque                                   | Dinar iraquiano                                      | ع.د          | IQD        | Fils                | 1 000   |
| Irlanda                                  | Euro                                                 | €            | EUR        | Cent                | 100     |
| Islândia                                 | Coroa islandesa                                      | kr           | ISK        | Eyrir               | 100     |
| Israel                                   | Novo siclo israelita                                 | ₪            | ILS        | Agora               | 100     |
| Itália                                   | Euro                                                 | €            | EUR        | Cent                | 100     |
| Jamaica                                  | Dólar jamaicano                                      | $            | JMD        | Cêntimo             | 100     |
| Japão                                    | Iene japonês                                         | ¥            | JPY        | Sen[G]              | 100     |
| Jérsia                                   | Libra esterlina[C]                                   | £            | GBP        | Dinheiro            | 100     |
| Jérsia                                   | Libra de Jérsia                                      | £            | JEP[B]     | Dinheiro            | 100     |
| Jibuti                                   | Franco jibutiano                                     | Fr           | DJF        | Cêntimo             | 100     |
| Jordânia                                 | Dinar jordano                                        | د.ا          | JOD        | Piastra[H]          | 100     |
| Laos                                     | Kipe lau                                             | ₭            | LAK        | Att                 | 100     |
| Lesoto                                   | Loti do Lesoto                                       | L            | LSL        | Cêntimo             | 100     |
| Lesoto                                   | Rand sul-africano                                    | R            | ZAR        | Cêntimo             | 100     |
| Letônia                                  | Euro                                                 | €            | EUR        | Cent                | 100     |
| Líbano                                   | Libra libanesa                                       | ل.ل          | LBP        | Piastra             | 100     |
| Libéria                                  | Dólar liberiano                                      | $            | LRD        | Cêntimo             | 100     |
| Líbia                                    | Dinar líbio                                          | ل.د          | LYD        | Dirame              | 1 000   |
| Liechtenstein                            | Franco suíço                                         | Fr           | CHF        | Cêntimo             | 100     |
| Lituânia                                 | Euro                                                 | €            | EUR        | Cent                | 100     |
| Luxemburgo                               | Euro                                                 | €            | EUR        | Cent                | 100     |
| Macau                                    | Pataca macaense                                      | P            | MOP        | Avo                 | 100     |
| Macedónia                                | Dinar macedónio                                      | ден          | MKD        | Deni                | 100     |
| Madagáscar                               | Ariari malgaxe                                       | Ar           | MGA        | Iraimbilanja        | 5       |
| Malásia                                  | Ringuite malaio                                      | RM           | MYR        | Cêntimo             | 100     |
| Malawi                                   | Kwacha malauiano                                     | MK           | MWK        | Tambala             | 100     |
| Maldivas                                 | Rupia maldívia                                       | .ރ           | MVR        | Laari               | 100     |
| Mali                                     | Franco CFA BCEAO                                     | Fr           | XOF        | Cêntimo             | 100     |
| Malta                                    | Euro                                                 | €            | EUR        | Cent                | 100     |
| Malvinas (Falkland), Ilhas               | Libra das Ilhas Malvinas                             | £            | FKP        | Dinheiro            | 100     |
| Man, Ilha de                             | Libra esterlina[C]                                   | £            | GBP        | Dinheiro            | 100     |
| Man, Ilha de                             | Libra manesa                                         | £            | IMP[B]     | Dinheiro            | 100     |
| Marechal, Ilhas                          | Dólar dos Estados Unidos                             | $            | USD        | Cêntimo[D]          | 100     |
| Marrocos                                 | Dirame marroquino                                    | د.م.         | MAD        | Cêntimo             | 100     |
| Maurícia                                 | Rupia maurícia                                       | ₨            | MUR        | Cêntimo             | 100     |
| Mauritânia                               | Uguia mauritana                                      | UM           | MRO        | Khoums              | 5       |
| México                                   | Peso mexicano                                        | $            | MXN        | Centavo             | 100     |
| Myanmar                                  | Kyat de Mianmar                                      | Ks           | MMK        | Pya                 | 100     |
| Micronésia, Estados Federados da         | Dólar micronésio[A]                                  | $            | Nenhum     | Cêntimo             | 100     |
| Micronésia, Estados Federados da         | Dólar dos Estados Unidos                             | $            | USD        | Cêntimo[D]          | 100     |
| Moçambique                               | Metical moçambicano                                  | MT           | MZN        | Centavo             | 100     |
| Moldávia                                 | Leu moldávio                                         | L            | MDL        | Ban                 | 100     |
| Mônaco                                   | Euro                                                 | €            | EUR        | Cent                | 100     |
| Mongólia                                 | Tugrik mongol                                        | ₮            | MNT        | Möngö               | 100     |
| Monserrate                               | Dólar das Caraíbas Orientais                         | $            | XCD        | Cêntimo             | 100     |
| Montenegro                               | Euro                                                 | €            | EUR        | Cent                | 100     |
| Namíbia                                  | Dólar namibiano                                      | $            | NAD        | Cêntimo             | 100     |
| Namíbia                                  | Rand sul-africano                                    | R            | ZAR        | Cêntimo             | 100     |
| Nauru                                    | Dólar australiano                                    | $            | AUD        | Cêntimo             | 100     |
| Nauru                                    | Dólar nauruano[A]                                    | $            | Nenhum     | Cêntimo             | 100     |
| Nepal                                    | Rupia nepalesa                                       | ₨            | NPR        | Paisa               | 100     |
| Nicarágua                                | Córdoba nicaraguano                                  | C$           | NIO        | Centavo             | 100     |
| Níger                                    | Franco CFA BCEAO                                     | Fr           | XOF        | Cêntimo             | 100     |
| Nigéria                                  | Naira nigeriano                                      | ₦            | NGN        | Kobo                | 100     |
| Niue                                     | Dólar da Nova Zelândia                               | $            | NZD        | Cêntimo             | 100     |
| Niue                                     | Dólar de Niue[A]                                     | $            | Nenhum     | Cêntimo             | 100     |
| Noruega                                  | Coroa norueguesa                                     | kr           | NOK        | Øre                 | 100     |
| Nova Caledônia                           | Franco CFP                                           | Fr           | XPF        | Cêntimo             | 100     |
| Nova Zelândia                            | Dólar da Nova Zelândia                               | $            | NZD        | Cêntimo             | 100     |
| Omã                                      | Rial omanense                                        | ر.ع.         | OMR        | Baisa               | 1 000   |
| Ossétia do Sul                           | Rublo russo                                          | р.           | RUB        | Copeque             | 100     |
| Países Baixos                            | Euro[I]                                              | €            | EUR        | Cent                | 100     |
| Palau                                    | Dólar palauano[A]                                    | $            | Nenhum     | Cêntimo             | 100     |
| Palau                                    | Dólar dos Estados Unidos                             | $            | USD        | Cêntimo[D]          | 100     |
| Palestina                                | Novo siclo israelita                                 | ₪            | ILS        | Agora               | 100     |
| Palestina                                | Dinar jordano                                        | د.ا          | JOD        | Piastra[H]          | 100     |
| Panamá                                   | Balboa panamense                                     | B/.          | PAB        | Centésimo           | 100     |
| Panamá                                   | Dólar dos Estados Unidos                             | $            | USD        | Cêntimo[D]          | 100     |
| Papua Nova Guiné                         | Kina papuásia                                        | K            | PGK        | Toea                | 100     |
| Paquistão                                | Rupia paquistanesa                                   | ₨            | PKR        | Paisa               | 100     |
| Paraguai                                 | Guarani paraguaio                                    | ₲            | PYG        | Cêntimo             | 100     |
| Peru                                     | Novo sol peruano                                     | S/.          | PEN        | Cêntimo             | 100     |
| Pitcairn, Ilhas                          | Dólar da Nova Zelândia                               | $            | NZD        | Cêntimo             | 100     |
| Pitcairn, Ilhas                          | Dólar das Ilhas Pitcairn[A]                          | $            | Nenhuma    | Cêntimo             | 100     |
| Polinésia Francesa                       | Franco CFP                                           | Fr           | XPF        | Cêntimo             | 100     |
| Polônia                                  | Zlóti polaco                                         | zł           | PLN        | Grosz               | 100     |
| Portugal                                 | Euro                                                 | €            | EUR        | Cent                | 100     |
| Quênia                                   | Xelim queniano                                       | Sh           | KES        | Cêntimo             | 100     |
| Quirguistão                              | Som quirguiz                                         | лв           | KGS        | Tyiyn               | 100     |
| Quiribáti                                | Dólar australiano                                    | $            | AUD        | Cêntimo             | 100     |
| Quiribáti                                | Dólar de Kiribati                                    | $            | Nenhum     | Cêntimo             | 100     |
| Reino Unido                              | Libra esterlina[C]                                   | £            | GBP        | Dinheiro            | 100     |
| Romênia                                  | Leu romeno                                           | lei          | RON        | Ban                 | 100     |
| Ruanda                                   | Franco ruandês                                       | Fr           | RWF        | Cêntimo             | 100     |
| Rússia                                   | Rublo russo                                          | ₽            | RUB        | Copeque             | 100     |
| Saariana Democrática, República Árabe    | Dinar argelino                                       | د.ج          | DZD        | Cêntimo             | 100     |
| Saariana Democrática, República Árabe    | Uguia mauritana                                      | UM           | MRO        | Khoums              | 5       |
| Saariana Democrática, República Árabe    | Dirame marroquino                                    | د. م.        | MAD        | Cêntimo             | 100     |
| Saariana Democrática, República Árabe    | Peseta saariana[J]                                   | Ptas         | Nenhuma    | Cêntimo             | 100     |
| Saba                                     | Dólar dos Estados Unidos                             | $            | USD        | Cêntimo             | 100     |
| Salomão, Ilhas                           | Dólar das Ilhas Salomão                              | $            | SBD        | Cêntimo             | 100     |
| El Salvador                              | Dólar dos Estados Unidos                             | $            | USD        | Cêntimo[D]          | 100     |
| Samoa                                    | Tala samoana                                         | T            | WST        | Cêntimo             | 100     |
| Santa Helena                             | Libra de Santa Helena                                | £            | SHP        | Dinheiro            | 100     |
| Santa Lúcia                              | Dólar das Caraíbas Orientais                         | $            | XCD        | Cêntimo             | 100     |
| Santo Eustáquio                          | Dólar dos Estados Unidos                             | $            | USD        | Cêntimo             | 100     |
| São Cristóvão e Neves                    | Dólar das Caraíbas Orientais                         | $            | XCD        | Cêntimo             | 100     |
| São Marino                               | Euro                                                 | €            | EUR        | Cent                | 100     |
| São Martinho                             | Florim antilhano                                     | ƒ            | ANG        | Cêntimo             | 100     |
| São Tomé e Príncipe                      | Dobra de São Tomé e Príncipe                         | Db           | STD        | Cêntimo             | 100     |
| São Vicente e Granadinas                 | Dólar das Caraíbas Orientais                         | $            | XCD        | Cêntimo             | 100     |
| Seicheles                                | Rupia seichelense                                    | ₨            | SCR        | Cêntimo             | 100     |
| Senegal                                  | Franco CFA BCEAO                                     | Fr           | XOF        | Cêntimo             | 100     |
| Serra Leoa                               | Leone serra-leonino                                  | Le           | SLL        | Cêntimo             | 100     |
| Sérvia                                   | Dinar sérvio                                         | дин. ou din. | RSD        | Para                | 100     |
| Singapura                                | Dólar do Brunei                                      | $            | BND        | Cêntimo             | 100     |
| Singapura                                | Dólar de Singapura                                   | $            | SGD        | Cêntimo             | 100     |
| Síria                                    | Libra síria                                          | £ ou ل.س     | SYP        | Piastra             | 100     |
| Somália                                  | Xelim somaliano                                      | Sh           | SOS        | Cêntimo             | 100     |
| Somalilândia                             | Xelim somalilandês                                   | Sh           | Nenhum     | Cêntimo             | 100     |
| Sri Lanka                                | Rupia do Sri Lanka                                   | Rs ou රු      | LKR        | Cêntimo             | 100     |
| Suazilândia                              | Lilangeni suazilandês                                | L            | SZL        | Cêntimo             | 100     |
| Sudão                                    | Libra sudanesa                                       | £            | SDG        | Piastra             | 100     |
| Sudão do Sul                             | Libra sul-sudanesa                                   | £            | SSP        | Piastra             | 100     |
| Suécia                                   | Coroa sueca                                          | kr           | SEK        | Öre                 | 100     |
| Suíça                                    | Franco suíço                                         | Fr           | CHF        | Cêntimo[K]          | 100     |
| Suriname                                 | Dólar surinamês                                      | $            | SRD        | Cêntimo             | 100     |
| Tailândia                                | Baht tailandês                                       | ฿            | THB        | Satang              | 100     |
| Taiwan (República da China)              | Novo dólar de Taiwan                                 | $            | TWD        | Cêntimo             | 100     |
| Tajiquistão                              | Somoni tajique                                       | ЅМ           | TJS        | Dirame              | 100     |
| Tanzânia                                 | Xelim tanzaniano                                     | Sh           | TZS        | Cêntimo             | 100     |
| Território Britânico do Oceano Índico    | Dólar dos Estados Unidos                             | $            | USD        | Cêntimo[D]          | 100     |
| Timor-Leste                              | Dólar dos Estados Unidos                             | $            | USD        | Cêntimo[D]          | 100     |
| Timor-Leste                              | Nenhuma                                              | Nenhum       | Nenhum     | Centavo[N]          | Nenhuma |
| Togo                                     | Franco CFA BCEAO                                     | Fr           | XOF        | Cêntimo             | 100     |
| Tonga                                    | Paʻanga tonganesa                                    | T$           | TOP        | Cêntimo[L]          | 100     |
| Transdniéstria                           | Rublo transdniestriano                               | р.           | PNB[B]     | Copeque             | 100     |
| Trindade e Tobago                        | Dólar de Trindade e Tobago                           | $            | TTD        | Cêntimo             | 100     |
| Tristão da Cunha                         | Libra de Santa Helena                                | £            | SHP        | Dinheiro            | 100     |
| Tristão da Cunha                         | Libra de Tristão da Cunha[A]                         | £            | Nenhum     | Dinheiro            | 100     |
| Tunísia                                  | Dinar tunisino                                       | د.ت          | TND        | Milésimo            | 1 000   |
| Turcas e Caicos, Ilhas                   | Dólar dos Estados Unidos                             | $            | USD        | Cêntimo[D]          | 100     |
| Turcomenistão                            | Manat turcomeno                                      | m            | TMT        | Tennesi             | 100     |
| Turquia                                  | Lira turca                                           |              | TRY        | Kuruş               | 100     |
| Tuvalu                                   | Dólar australiano                                    | $            | AUD        | Cêntimo             | 100     |
| Tuvalu                                   | Dólar tuvaluano                                      | $            | Nenhum     | Cêntimo             | 100     |
| Ucrânia                                  | Grívnia ucraniana                                    | ₴            | UAH        | Kopiyka             | 100     |
| Uganda                                   | Xelim ugandês                                        | Sh           | UGX        | Cêntimo             | 100     |
| Uruguai                                  | Peso uruguaio                                        | $            | UYU        | Centésimo           | 100     |
| Uzbequistão                              | Som usbeque                                          | лв           | UZS        | Tiyin               | 100     |
| Vanuatu                                  | Vatu do Vanuatu                                      | Vt           | VUV        | Nenhum              | Nenhum  |
| Vaticano, Cidade do                      | Euro                                                 | €            | EUR        | Cent                | 100     |
| Venezuela                                | Bolívar Soberano Venezuelano                         | Bs S         | VES        | Cêntimo             | 100     |
| Vietnã                                   | Dongue vietnamita                                    | ₫            | VND        | Hào[M]              | 10      |
| Virgens Britânicas, Ilhas                | Dólar das Ilhas Virgens Britânicas[A]                | $            | Nenhum     | Cêntimo             | 100     |
| Virgens Britânicas, Ilhas                | Dólar dos Estados Unidos                             | $            | USD        | Cêntimo[D]          | 100     |
| Wallis e Futuna                          | Franco CFP                                           | Fr           | XPF        | Cêntimo             | 100     |
| Zâmbia                                   | Kwacha zambiano                                      | ZK           | ZMK        | Ngwee               | 100     |
| Zimbábue                                 | Pula do Botsuana                                     | P            | BWP        | Thebe               | 100     |
| Zimbábue                                 | Libra esterlina[C]                                   | £            | GBP        | Dinheiro            | 100     |
| Zimbábue                                 | Euro                                                 | €            | EUR        | Cent                | 100     |
| Zimbábue                                 | Rand sul-africano                                    | R            | ZAR        | Cêntimo             | 100     |
| Zimbábue                                 | Dólar dos Estados Unidos                             | $            | USD        | Cêntimo[D]          | 100     |